# Mennecy
Mennecy es una comuna francesa situada en el departamento de Essonne, en la región de Isla de Francia.

## Demografía
| 2164 | 3867 | 7644 | 10 702 | 11 048 | 12 779 | 15 711 |
| Para los censos de 1962 a 1999 la población legal corresponde a la población sin duplicidades (Fuente: INSEE [Consultar]) |      |      |        |        |        |        |